# 1990 UJ1
1990 UJ1 är en asteroid i huvudbältet som upptäcktes den 19 oktober 1990 av de båda japanska astronomerna Tsutomu Hioki och Shuji Hayakawa vid Hidaka-observatoriet.
Asteroiden har en diameter på ungefär 6 kilometer och den tillhör asteroidgruppen Eunomia.